# 薩格斯山
薩格斯山（英語：Mount Suggs），是南極洲的山峰，位於帕爾默地，處於古德曼山以南3.7公里，屬於貝倫特山脈的一部分，美國地質調查局根據測量和美國海軍拍攝的空中照片繪入地圖，現時由南極條約體系管理。